# Линь Цзыци
Линь Цзыци́ (кит. 林子琦, пиньинь Lín Zǐqí, р.19 марта 1988) — тайваньская тяжёлоатлетка, чемпионка Азии.
Родилась в 1988 году. В 2013 году выиграла чемпионат Азии. В 2014 году завоевала золотую медаль Азиатских игр.
23 сентября 2014 года на Азиатских играх в Инчхоне установила мировые рекорды — 145 кг в толчке (превзошла Дэн Вэй в 2015) и 261 кг по сумме упражнений (также улучшенный Дэн Вэй в 2016).